# Dayexi Gandarela
Dayexi Gandarela Sosa (Caibarién, 4 de julio de 1986) es una deportista cubana que compitió en piragüismo en la modalidad de aguas tranquilas. Ganó tres medallas en los Juegos Panamericanos en los años 2007 y 2011.

## Palmarés internacional
| Juegos Panamericanos | Juegos Panamericanos    | Juegos Panamericanos | Juegos Panamericanos |
| Año                  | Lugar                   | Medalla              | Competición          |
| -------------------- | ----------------------- | -------------------- | -------------------- |
| 2007                 | Río de Janeiro (Brasil) | Medalla de oro       | K4 500 m             |
| 2011                 | Guadalajara (México)    | Medalla de oro       | K2 500 m             |
| 2011                 | Guadalajara (México)    | Medalla de bronce    | K4 500 m             |